# ヌト

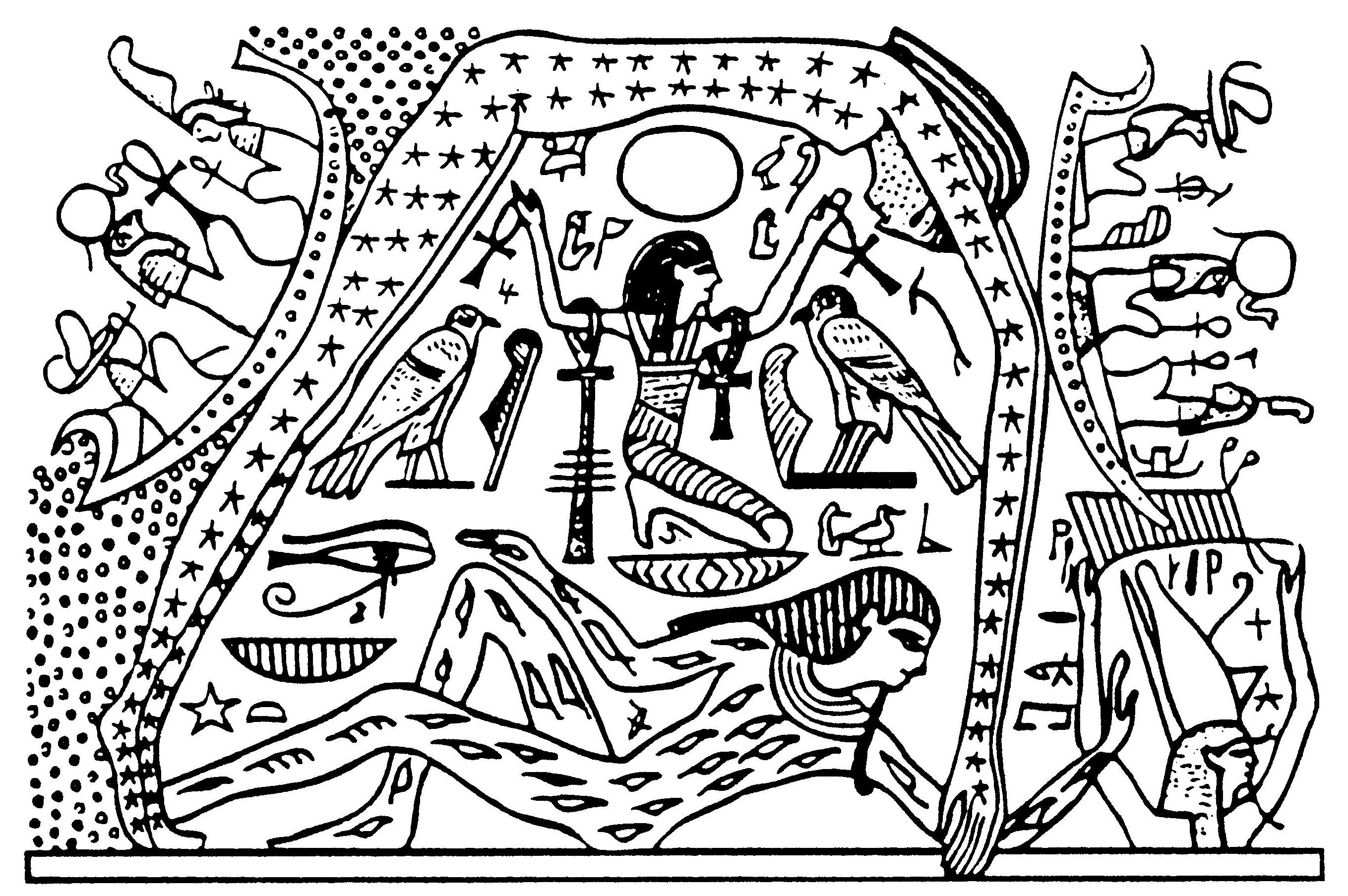
ゲブとヌト。

ヌト（Nut, Nuit）は、エジプト神話における天空の女神。ヘリオポリス九柱神に数えられる。日本語では、ヌウトやヌートとも表記される。

## 概要
大気の神シューと湿気の神テフヌトを親に持つ。配偶神は兄でもある大地の神ゲブ。彼との間に、冥界の神オシリス、豊穣の女神イシス、戦争の神セト、葬祭の女神ネフティスを成した。夫のゲブと抱き合っている所を無理矢理シューによって引き離され、天と地が分かれたとされる。指先と足先だけで大地（ゲブ）に触れ、弓なりになった腹部に星が輝き（天の川）、シュー（大気）がこれを支える。
この神話は、エジプト神話の中でも特に有名で横たわったゲブの上にシューが立ち、ヌトを支える図像はよく知られている。
ヌトはゲブと離れる前に子を宿していたが、祖父のアトゥムは、ヌトに1年の内のどの日にも子供が出産できない呪いをかけた。そこで暦の神トートが5日の閏日を作り、ヌトは、この間にオシリスたち5人の子供を産み落とした。
また彼女の体内を太陽神ラーの聖船が従来することもある。死と再生を司るイメージから葬送の女神ともされる。